# Allocosa algoensis
Allocosa algoensis is een spinnensoort uit de familie van de wolfspinnen (Lycosidae).
De wetenschappelijke naam van de soort werd in 1900 als Lycosa algoensis gepubliceerd door Reginald Innes Pocock.